# Dustin Clare
Dustin Clare est un acteur australien, né le 2 janvier 1982 à Grafton.

## Biographie
Originaire de Nouvelle-Galles du Sud, Dustin Clare grandit à Ballina avant d'étudier l'art dramatique à la Western Australian Academy of Performing Arts de Perth, où il obtient son diplôme en 2004.
Il obtient son premier rôle important en 2006 en intégrant pendant deux saisons la distribution principale de la série télévisée australienne McLeod's Daughters et remporte pour son rôle le Logie Award de la révélation masculine en 2007. Il joue en 2009 un tueur à gages dans la série Underbelly et interprète un des personnages principaux de la série Satisfaction lors des saisons 2 et 3 ; pour ce rôle, il est nommé une seconde fois au Logie Award, cette fois dans la catégorie du meilleur acteur.
Il accède à la notoriété internationale en interprétant le rôle du gladiateur Gannicus dans la série Spartacus, qu'il campera de 2011 à 2013. Il interprète l'un des personnages majeurs, aux côtés de Manu Bennett, Lucy Lawless ou encore Liam McIntyre.
Sur cette même période, il tourne The Eye of the Storm avec notamment Geoffrey Rush et Charlotte Rampling.
En 2012, il est ambassadeur pour le Warrambeen Film Festival dans son pays natal, l'Australie.

## Vie personnelle
Il a une relation avec l'actrice néo-zélandaise Camille Keenan.

## Filmographie

### Cinéma
- 2011 : The Eye of the Storm : Col
- 2013 : Goddess : Rory
- 2014 : Love Is Now : James
- 2014 : Sunday : Charlie

### Télévision
- 2005 : Hedland : Gareth Williams (série télévisée, 6 épisodes)
- 2006-2007 : McLeod's Daughters : Riley Ward (série télévisée, 48 épisodes)
- 2008-2010 : Satisfaction : Sean (série télévisée, 18 épisodes)
- 2009 : Underbelly : Chris Flannery (série télévisée, 8 épisodes)
- 2011 : Spartacus : Les Dieux de l'arène : Gannicus (série télévisée, 6 épisodes)
- 2012 : Spartacus : Vengeance (série télévisée, 6 épisodes) : Gannicus
- 2013 : Spartacus : La Guerre des damnés : Gannicus (série télévisée, 10 épisodes)
- 2014 : ANZAC Girls : Lieutenant Harry Moffitt (mini-série)
- 2015 : Strike Back : Faber (série télévisée, 4 épisodes)
- 2016 : Wolf Creek : Sullivan Hill
- 2019 : Glitch (saison 3)
- 2019 : Reef Break : Richard Stuyler (5 épisodes)
- 2022 : Surviving Summer : Thommo